# Сокхон И
Сокхон И (англ. Sokhon Yi, 1 апреля 1951) — камбоджийский пловец. Участвовал в летних Олимпийских играх 1972 года.

## Биография
Сокхон И родился 1 апреля 1951 года.
В 1972 году вошёл в состав сборной Кхмерской Республики на летних Олимпийских играх в Мюнхене. Выступал в трёх дисциплинах плавания.
На дистанции 100 метров брассом занял 5-е место среди семи участников предварительного заплыва, показав результат 1 минута 11,00 секунды, и не попал в число 16 пловцов с лучшим временем, которые продолжили борьбу в полуфинале. Сокхон уступил худшему из квалифицировавшихся Райнеру Градецки из ГДР 2,33 секунды.
На дистанции 200 метров брассом также занял 5-е место среди семи участников предварительного заплыва (2.34,77) и не попал в число восьми пловцов с лучшим временем, вышедших в финал. Сокхон проиграл худшему из попавших в решающий заплыв Вальтеру Кушу из ФРГ 8,34 секунды. Результат Сокхона стал рекордом страны, который продержался как минимум до 2015 года.
В эстафете 4х100 метров комплексным плаванием сборная Кхмерской Республики, за которую также выступали Сарун Ван, Чхай-Кхенг Нхем и Самнанг Прак, заняла последнее, 6-е место в полуфинальном заплыве (4.20,71), значительно уступив даже квартету из Польши, финишировавшему пятым (4.07,87).